# 2013 год в истории метрополитена
В этой статье перечисляются основные  события из истории метрополитенов в 2013 году. Полужирным шрифтом выделены открытия новых транспортных систем.

## События

### Первое полугодие
- 2 января — обвал облицовки потолка в кассовом зале северного вестибюля станции «Пятницкое шоссе»[1], открывшейся пятью днями ранее. Никто не пострадал.
- 10 января[2] — 150 лет со дня открытия Лондонского метрополитена. (В 1863 году была введена в строй так называемая «подземная железная дорога», Metropolitan Railway, 1 июля 1933 года ставшая полноценной «подземкой»).
- 12 января — открыта станция «Пхонимит» на линии Силом метрополитена Бангкока.
- 1 февраля — стоимость проезда в Новосибирском метрополитене повышена с 15 рублей до 18 рублей.
- 10 февраля — Миланский метрополитен: открыт первый участок линии M5 из 7 станций: «Bignami»[итал.], «Ponale»[итал.], «Bicocca»[итал.], «Cà Granda»[итал.], «Istria»[итал.], «Marche»[итал.], «Zara»[итал.] (последняя из них теперь работает как пересадочная, она открыта в 1995 году и ранее обслуживала только линию M3).
- 14 февраля — открыта станция «Талатпхлу» на линии Силом метрополитена Бангкока.
- 2 марта — открыт метрополитен Брешиа.
- 23 марта — открыта 303-я станция Парижского метрополитена «Мери-де-Монруж»[3] (Линия 4).[4]
- 1 апреля — полностью открыта вторая линия метрополитена Санто-Доминго.
- 2 апреля — в московском метро введены проездной билет «90 минут» и электронная карта «Тройка», позволяющие совершать поездки как на метро, так и на наземном транспорте. Стоимость одной поездки по таким картам не отличается от установленного ранее тарифа (26 рублей для наземного транспорта и 28 для метрополитена). Билеты же на одну и две поездки оставались в продаже до 1 июля, но со 2 апреля стоят 30 и 60 рублей соответственно.[5] Ранее, с 1 февраля, был введён единый билет, который позволяет оплатить проезд в метро, автобусах, троллейбусах и трамваях.[6]
- 6 апреля — открыт пятый пусковой участок 2-й линии Афинского метрополитена с двумя станциями: «Перистери»[греч.] и «Антуполи»[греч.].
- 5 мая — открыт замыкающий участок со станциями «Нива»[англ.] и «Фэнтай»[англ.] кольцевой (10-й) линии[англ.] Пекинского метрополитена.
- 9 мая — открыт новый участок Центральной линии Казанского метрополитена с тремя станциями: «Авиастроительная», «Северный вокзал», «Яшьлек»[7]. Теперь в казанском метро 10 станций.
- 23 мая — проезд в Харьковском метро подорожал с 2 до 3 гривен[8].
- 27 мая — открытие станции Оспиталес метрополитена Буэнос-Айреса.

### Второе полугодие
- 26 июля:
  - открыт шестой пусковой участок 2-й линии Афинского метрополитена с четырьмя станциями: «Илиуполи»[греч.], «Алимос», «Аргируполи»[греч.] и «Эллинико»[греч.].
  - открыты станции Линии B Метрополитена Буэнос-Айреса: «Эчеверрия» и «Хуан Мануэль де Росас».
- 26 сентября — открыт Харбинский метрополитен.
- 27 сентября — открыты станции Линия A Метрополитена Буэнос-Айреса: «Сан-Хосе де Флорес» и «Сан-Педрито».
- 5 октября — открытие трёх новых станций линии U2 Венского метрополитена.
- 22 октября — в Петербургском метрополитене введены в эксплуатацию вагоны типа 81-556/557/558 (обслуживают Невско-Василеостровскую линию).
- 6 ноября — открыта 52-я станция Киевского метрополитена — «Теремки» (Куренёвско-Красноармейская линия)[9].
- 7 ноября — открытие наземного вестибюля и наклонного хода станции «Спасская» Петербургского метрополитена[10].
- 9 ноября — открыты 189-я и 190-я станции Московского метрополитена — «Лермонтовский проспект» и «Жулебино» Таганско-Краснопресненская линия (всего за год открыто две станции)[11].
- 1 декабря — для проведения капитального ремонта наклонного хода и замены эскалаторов на 18 месяцев (до 6 июля 2015 года) закрыт вестибюль станции «Пушкинская» Петербургского метрополитена.
- 5 декабря — открыты станции «Вутхакат» и «Бангва» на линии Силом метрополитена Бангкока.
- 11 декабря — открыт участок Линии B Лионского метрополитена от станции Стад де Жерлан до станции Гар д’Улен.
- 14 декабря — открыта станция «Агиа Марина»[англ.] 3-й линии Афинского метрополитена.
- 15 декабря:
  - открыт участок второй линии метрополитена Осло с двумя станциями — «Haslum» и «Avløs».
  - открыт Лейпцигский метрополитен.
- 22 декабря — открыта первая очередь с 6-ю станциями новой Центральной линии[англ.] в Сингапуре.
- 28 декабря:
  - открылся Чжэнчжоуский метрополитен[12].
  - открыты два новых участка восьмой линии Пекинского метрополитена[12].
  - открыта шестая линия Гуанчжоуского метрополитена[12].
  - открыта вторая линия Сучжоуского метрополитена[12].
  - открыта четвёртая линия Уханьского метрополитена[12].
- 29 декабря — открыты две линии Шанхайского метрополитена — № 12 и № 16[13].
- 31 декабря — открытие станции «Гарибальди»[итал.], 17-й на Первой линии Неаполитанского метрополитена[14].

## Происшествия
| Дата    | Метро                   | Погибли | Пострадали                              | Описание |
| ------- | ----------------------- | ------- | --------------------------------------- | --- |
| 5 мая   | Московский метрополитен | 0       | 3                                       | В 8:07 утра на Таганско-Краснопресненской линии на перегоне между станциями «Выхино» и «Рязанский проспект» произошло замыкание и возгорание контактного рельса. Пострадали три человека, около 300 были эвакуированы. Прокуратура Московского метрополитена организовала проверку соблюдения законодательства о транспортной безопасности. Заместителю начальника службы тоннельных сооружений метрополитена был объявлен выговор |
| 5 июня  | Московский метрополитен | 0       | >80 (пострадали)/27 (госпитализированы) | На Сокольнической линии произошло два возгорания в тоннелях, что стало причиной закрытия центрального участка. Первый пожар произошёл в 8:17 утра в тоннеле между станциями «Охотный Ряд» и «Библиотека имени Ленина». После короткого замыкания загорелся силовой кабель. В 9:04 утра возгорание было ликвидировано. Из Московского метрополитена были эвакуированы до 5.000 пассажиров. Центральный участок Сокольнической линии был закрыт до устранения последствий ЧП. В 12:37 дня на той же линии в результате короткого замыкания произошло ещё одно возгорание силового кабеля, движение поездов было остановлено от станции метро «Парк культуры» до станции метро «Комсомольская». К 14:00 дня того же дня движение на Сокольнической линии было полностью восстановлено. |
| 11 июня | Московский метрополитен | 0       | 14 (пострадали)/9 (госпитализированы)   | В 8:57 утра на перегоне между станциями метро «Серпуховская» и «Тульская» произошло аварийное отключение участка. В результате было прекращено движение поездов от станции «Боровицкая» до «Нагорной». Два состава, в которых находились около 900 пассажиров, простояли в тоннеле почти 50 минут. Причиной ЧП стал дефект нового вагона Ока 2013 года сборки ОАО «Метровагонмаш», который из-за дефекта обесточил весь участок. ОАО «Метровагонмаш» из-за сбоя, выплатило метрополитену компенсацию в размере 6.000.000 рублей. |
| ???     | Московский метрополитен | 0       | 0                                       | При строительстве перегонных тоннелей между станциями метро «Выхино» и «Лермонтовский проспект» Таганско-Краснопресненской линии произошла разгерметизация участка построенных тоннелей и затопление этих участков. В результате разгерметизации в тоннели хлынула вода из пласта бывших Косинских болот, а само происшествие сорвало сроки открытия участка «Выхино» — «Жулебино» на два с лишним месяца. |